# Trofeo Federale 2008
Il Trofeo Federale 2008 è stato la 23ª edizione di tale competizione, e si è concluso con la vittoria del Murata, al suo secondo titolo.

## Risultati
- Semifinali - 1º settembre 2008

A)  Murata -  Tre Fiori 1 - 0
B)  Juvenes/Dogana -  Faetano  0 - 1
- Finale - 16 settembre 2008

C)   Murata -  Faetano 4 - 3 d.t.s.